# Squinzano
Squinzano is een gemeente in de Italiaanse provincie Lecce (regio Apulië) en telt 15.093 inwoners (31-12-2004). De oppervlakte bedraagt 29,3 km², de bevolkingsdichtheid is 515 inwoners per km².

## Demografie
Squinzano telt ongeveer 5238 huishoudens. Het aantal inwoners daalde in de periode 1991-2001 met 2,9% volgens cijfers uit de tienjaarlijkse volkstellingen van ISTAT.
| Jaar | Inwoneraantal |
| ---- | ------------- |
| 1991 | 15.821        |
| 2001 | 15.355        |

## Geografie
De gemeente ligt op ongeveer 150 m boven zeeniveau.
Squinzano grenst aan de volgende gemeenten: Campi Salentina, Cellino San Marco (BR), Lecce, San Pietro Vernotico (BR), Torchiarolo (BR), Trepuzzi.